# Helmut Kuhnert
Helmut Kuhnert (ur. 1 marca 1936 w Berlinie) – niemiecki łyżwiarz szybki reprezentujący NRD, brązowy medalista mistrzostw świata.

## Kariera
Największy sukces w karierze Helmut Kuhnert osiągnął w 1960 roku, kiedy zdobył brązowy medal podczas mistrzostw świata w wieloboju w Davos. W zawodach tych wyprzedzili go jedynie Boris Stienin z ZSRR i Francuz André Kouprianoff. Był to pierwszy w historii medal zdobyty przez niemieckiego zawodnika w łyżwiarstwie szybkim. Był to jednocześnie jedyny medal wywalczony przez niego na międzynarodowej imprezie tej rangi. W poszczególnych biegach, tylko raz znalazł się w pierwszej trójce, zajmując trzecie miejsce na 10 000 m. W pozostałych biegach był dziewiąty na 500 m, jedenasty na 5000 m oraz szósty na 1500 m. Na rozgrywanych rok wcześniej mistrzostwach świata w Helsinkach był czwarty, przegrywając walkę o medal z Roaldem Aasem z Norwegii. W swoim najlepszym biegu na tej imprezie, na dystansie 5000 m, zajął drugie miejsce.
W 1956 roku wziął udział w igrzyskach olimpijskich w Cortina d’Ampezzo, zajmując między innymi dziewiąte miejsce w biegu na 5000 m i dziesiąte na 10 000 m. Na rozgrywanych cztery lata później igrzyskach w Squaw Valley jego najlepszym wynikiem było dziewiąte miejsce w biegu na 1500 m. Brał również udział w igrzyskach olimpijskich w Innsbrucku w 1964 roku, gdzie w swoim jedynym starcie, biegu na 500 m, był szesnasty.